# 如果還會有明天
《如果還會有明天》（日語：明日がくるなら），是日本女歌手JUJU的第10首單曲，與R&B男歌手JAY'ED合唱。2009年4月29日由Sony Music Associated Records發行。也是同年電影《生命最後一個月的花嫁》的主題曲。
歌曲憑借感人愛情電影《生命最後一個月的花嫁》迅速流行，成為2009年日本其中一首最受歡迎的情歌。尤其是網絡下載十分熱門，在音樂配送服務網站Recochoku2009年4月月間鈴聲部分下載排行第1位；5月更是月間鈴聲部分下載、鈴聲完整下載、視頻下載、電影鈴聲下載、RBT五個部分都排行第一，也是史上首次有歌曲取得這五個部分的第一。
2010年2月獲得日本唱片業協會主辦的第24回日本金唱片大賞5首年度最佳歌曲的獎項。

## 收錄曲目
1. 如果還會有明天/JUJU with JAY’ED
  - 作詞：JUJU、JAY'ED、Jeff Miyahara；作曲：JUJU、JAY'ED、Jeff Miyahara、RYLL & couco；編曲：Jeff Miyahara
  - 東宝電影/《生命最後一個月的花嫁》主題曲
2. 如果還會有明天 ballad solo version
  - 編曲：村山晉一郎
3. The Rose
  - 作詞、作曲：Amanda McBroom；編曲：Alec Shantzis、DJ HIROnyc
  - 東宝電影/《生命最後一個月的花嫁》插入曲
4. 如果能坦白 RYLL 90’s flava remix
5. 如果還會有明天 original duet version - instrumental-